# Ploče
Ploče (Italiaans: Porto Tolero) is een stad in de Kroatische provincie Dubrovnik-Neretva. Ploče telt 10.834 inwoners.
Ploče heette Kardeljevo naar de Joegoslavische politicus Edvard Kardelj tussen 1950 en 1954 opnieuw tussen 1980 en 1990.
Steden (gradovi): Dubrovnik · Korčula · Metković · Opuzen · Ploče

Gemeenten (općine): Blato · Dubrovačko Primorje · Janjina · Konavle · Kula Norinska · Lastovo · Lumbarda · Mljet · Orebić · Pojezerje · Slivno · Smokvica · Ston · Trpanj · Vela Luka · Zažablje · Župa Dubrovačka